# 愛知県道59号名古屋中環状線

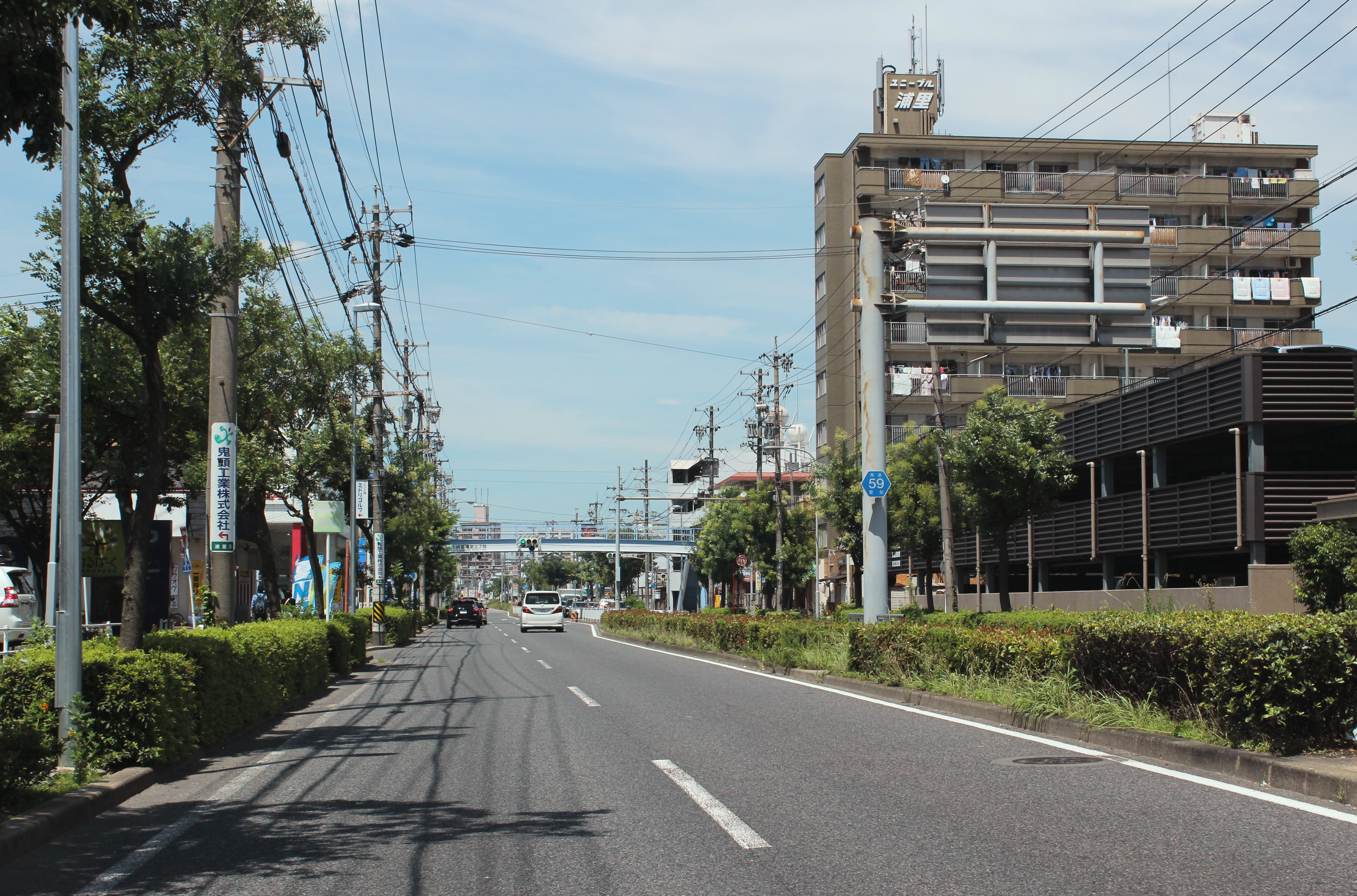
緑区浦里

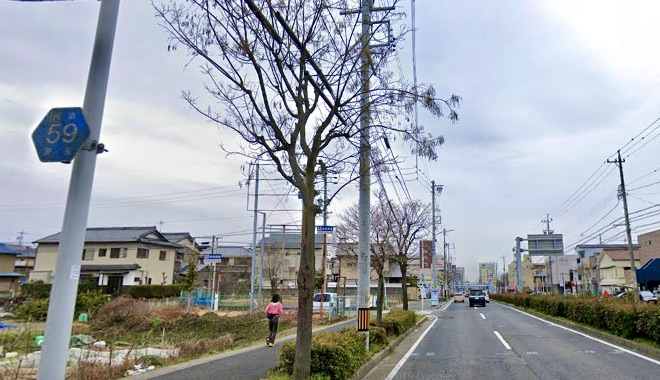
天白区野並〜島田への59号

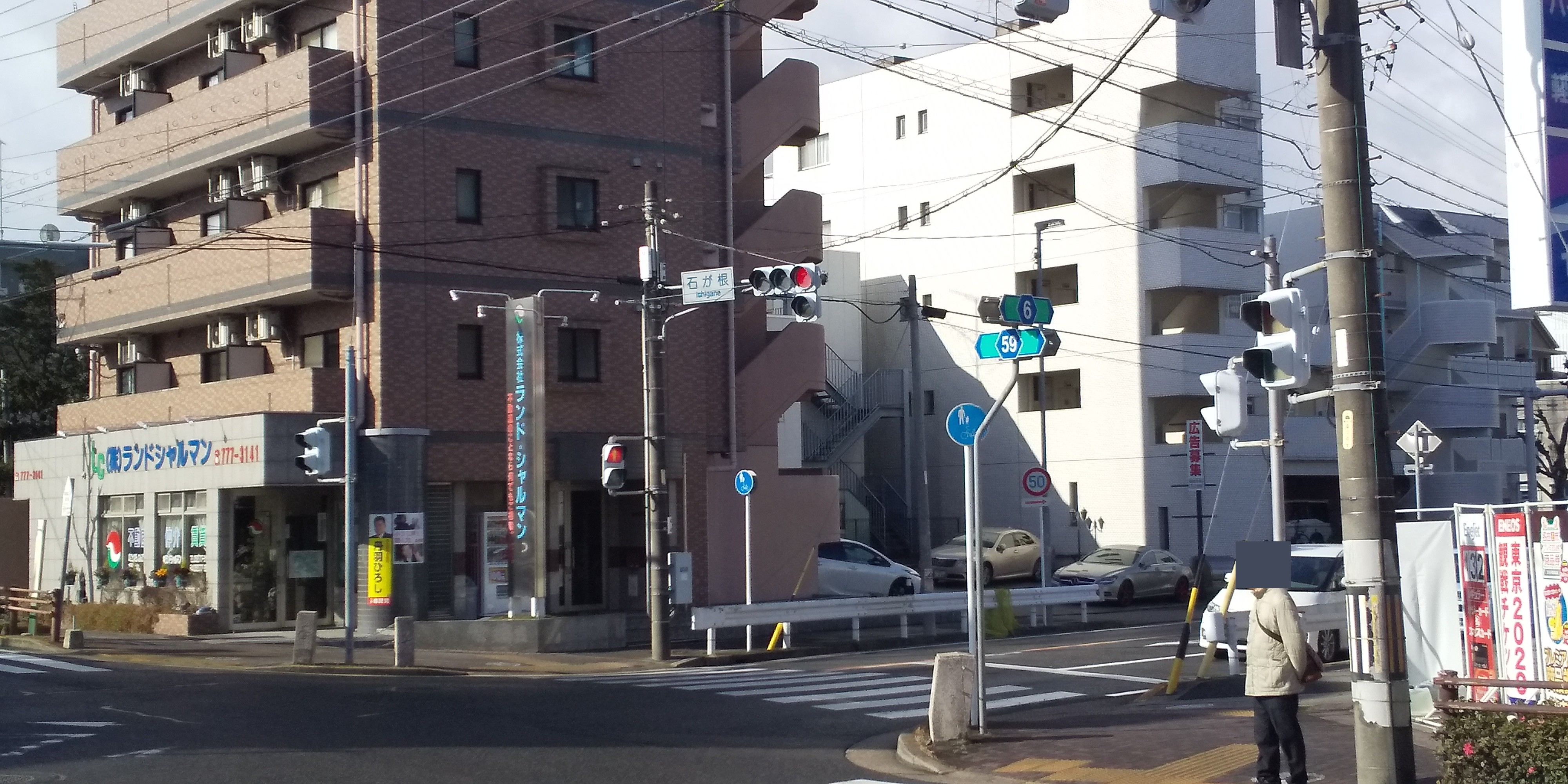
名東区の石が根交差点。愛知県道6号と交差する。

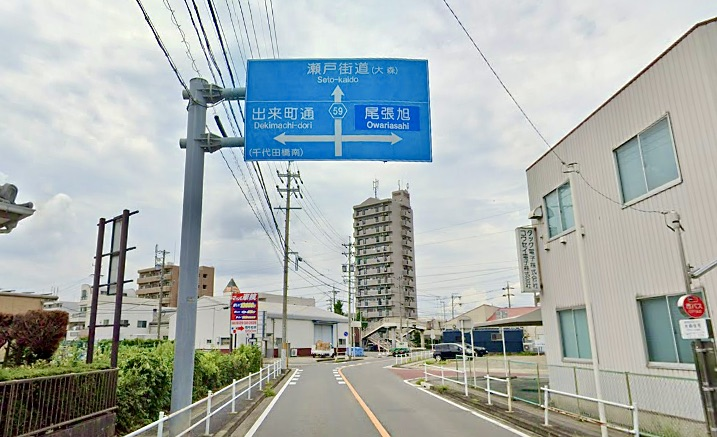
守山区千代田街道の中町田交差点付近

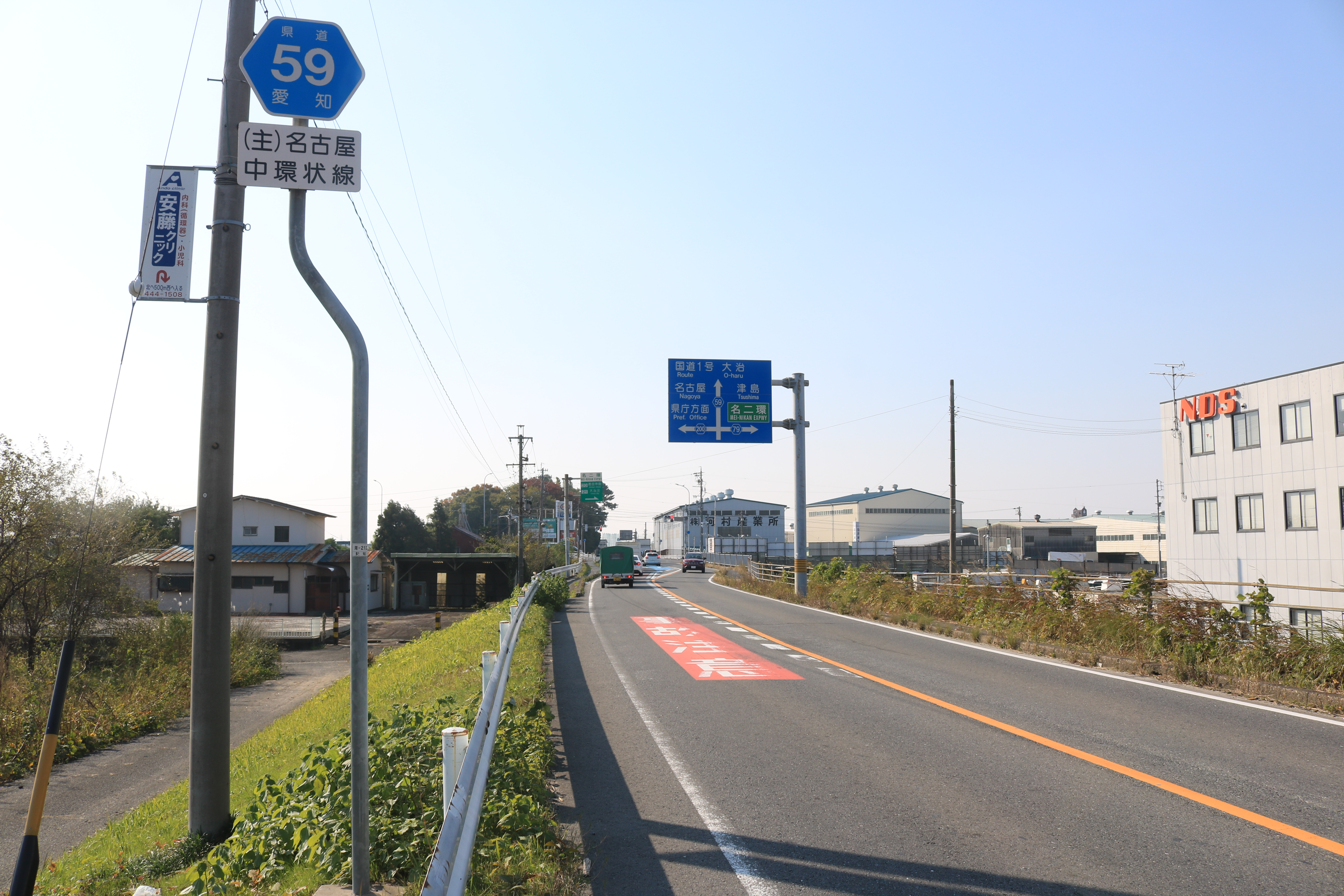
愛知県道79号あま愛西線・愛知県道200号名古屋甚目寺線（通称：甚目寺街道）と直交する萱津橋西交差点付近

愛知県道59号名古屋中環状線（あいちけんどう59ごう なごやなかかんじょうせん）は、愛知県東海市と名古屋市港区を結ぶ環状の主要地方道である。

## 概要
基本的な経路は、同じ名古屋の外環道路である国道302号（名古屋環状2号線）よりも少し内側であるが、起点付近と名東区から西区にかけては近接し5箇所で交差する。北名古屋市から港区の入口までは新川の右岸堤防上を走る。また、他の国道や県道との重複区間も数多く、さらに、複数の県道を統合して制定された環状道であるが故に何度も折れ曲がっていて、一部に分断箇所や一方通行路もあるため、県道番号の案内標識だけで全区間を走破することはきわめて困難な状態である。

### 路線データ
- 起点：愛知県東海市新宝町（伊勢湾岸自動車道名港東大橋東詰）
- 終点：名古屋市港区善南町（十一屋交差点：国道23号と接続）[2]

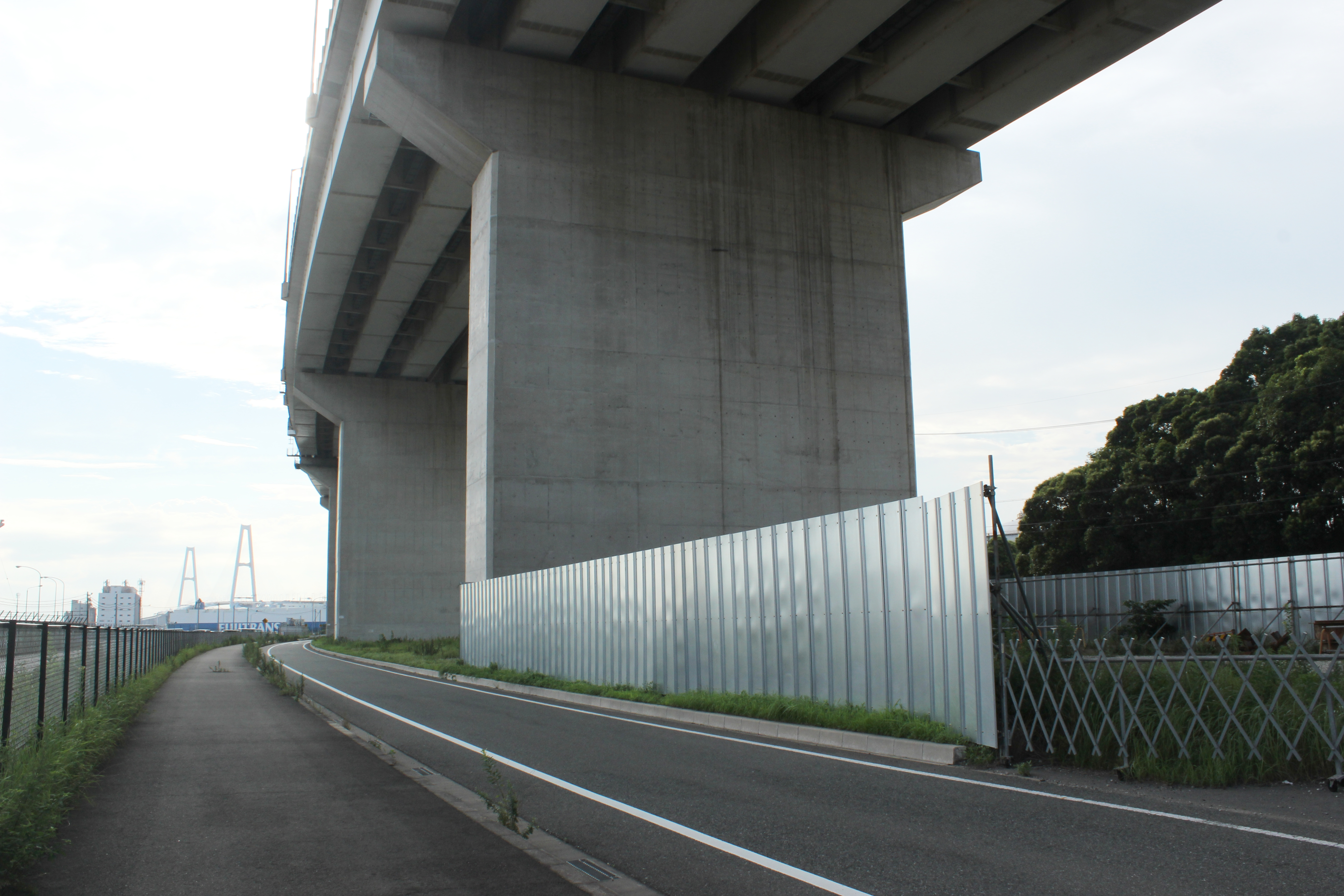
起点は一方通行。奥は名港トリトン。（東海市新宝町）
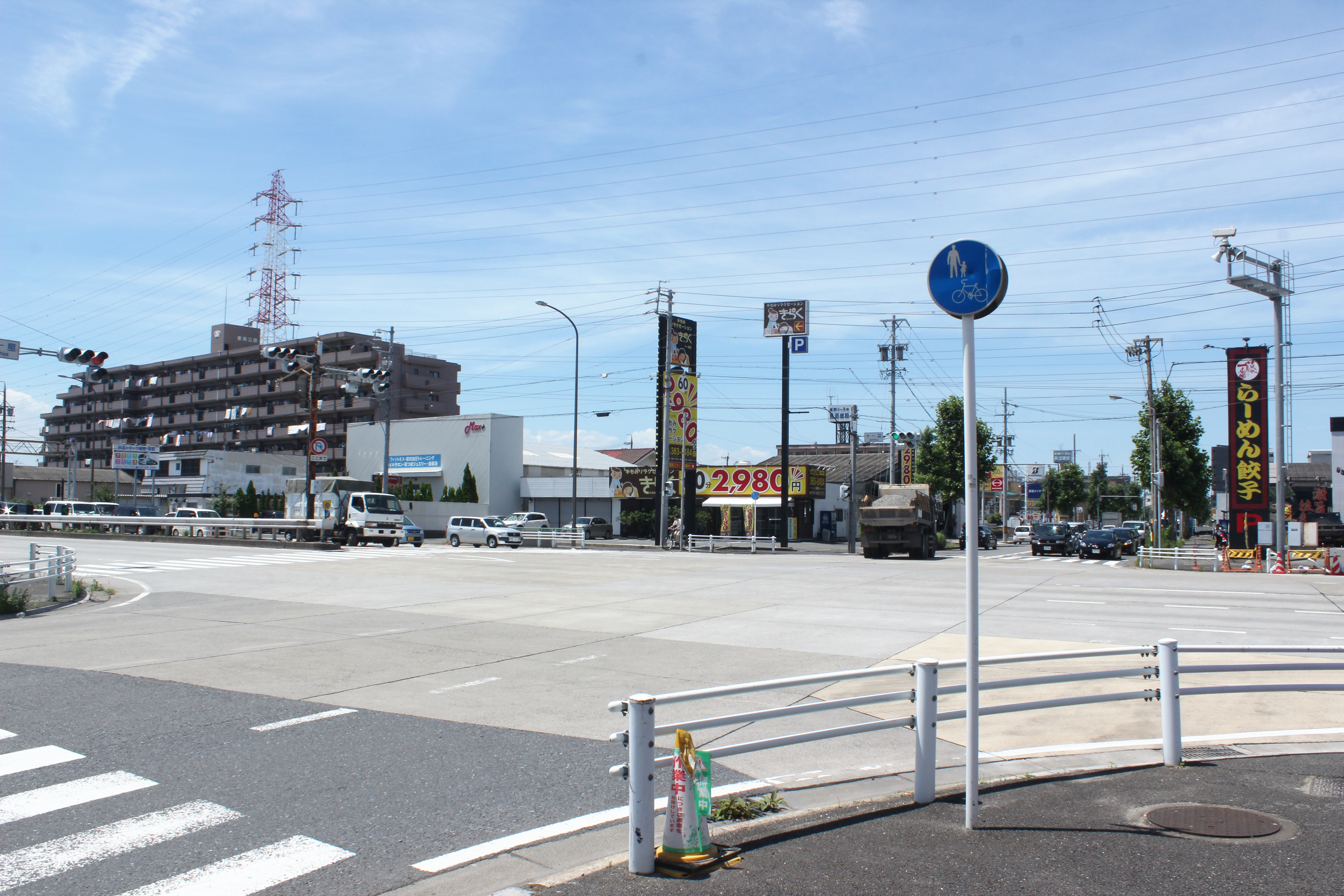
終点の十一屋交差点（名古屋市港区善南町）

## 沿革
- 1965年（昭和40年）11月29日：前年末の主要地方道改正に伴い愛知県が主要県道春日井清洲富田線といくつかの一般県道を統廃合し、主要地方道名古屋第二環状線を認定。
- 1972年（昭和47年）8月27日 - 県道番号を59号へ変更。
- 2011年（平成23年）4月1日：名古屋第二環状線から名古屋中環状線に名称変更。

## 通過する自治体
愛知県
- 東海市
- 名古屋市（緑区 - 天白区 - 名東区 - 守山区）
- 春日井市
- 名古屋市（北区 - 西区）
- 北名古屋市
- 名古屋市（西区）
- 清須市
- あま市
- 海部郡大治町
- 名古屋市（中川区 - 港区）

## 主な接続道路
- 伊勢湾岸自動車道（東海IC）
- 国道302号（名古屋環状2号線）（東海IC交差点）
- 国道247号（東海IC交差点 - 名和北交差点で重複）
- 愛知県道55号名古屋半田線（新宝町交差点 - 名和北交差点で重複）
- 国道23号（名四国道）（丸ノ内西・東交差点）
- 国道1号（中汐田交差点）
- 愛知県道36号諸輪名古屋線（最中交差点）
- 愛知県道222号緑瑞穂線（旧東海道）（三王山交差点）
- 名古屋市道東海橋線（東海通）（野並交差点）
- 愛知県道220号阿野名古屋線・愛知県道221号岩崎名古屋線（島田交差点）
- 愛知県道56号名古屋岡崎線（飯田街道）（植田西交差点）
- 国道153号（豊田西バイパス）（植田西交差点 - 植田一本松交差点で重複）
- 名古屋市道山手植田線（植田一本松交差点：かつての国道153号バイパス延伸計画ルート、東山元町で次項の市道に合流）
- 名古屋市道植田松和線第2号（焼山交差点：八事日赤病院方面の近道、途中で山手植田線が合流）
- 名古屋高速2号東山線（牧の原南交差点 - 高針出入口）
- 名古屋市道東山公園線（高針牧交差点：星が丘、名古屋大学両方面の近道）
- 国道302号（名古屋環状2号線）（名東区猪高町大字高針字前田：本道は分断され直通不可、双方向とも牧の里・牧の里西交差点 - 高針橋東交差点間で合流するのみ）
- 愛知県道217号岩藤名古屋線（高針街道）（名東区高針1丁目：高針橋東交差点東方）
- 愛知県道219号浅田名古屋線（障害者スポーツC交差点 - 本郷交差点で重複）
- 愛知県道60号名古屋長久手線（東山通）（本郷交差点）
- 愛知県道6号力石名古屋線（石が根交差点）
- 国道363号・愛知県道215号田籾名古屋線（出来町通）（森孝新田交差点 - 森孝新田跨道橋西交差点で重複）
- 愛知県道214号松本名古屋線（森孝新田交差点）
- 愛知県道208号上半田川名古屋線（守山区向台地内で重複）
- 千代田街道（中町田交差点）
- 愛知県道61号名古屋瀬戸線（瀬戸街道）（大森交差点）
- 国道302号（名古屋環状2号線）（茶臼前交差点）
- 愛知県道15号名古屋多治見線（竜泉寺街道）（小幡ヶ原交差点）
- 愛知県道202号守山西線（高島町交差点 - 幸心交差点で重複）
- 国道19号（下街道）（幸心交差点 - 勝川町西2丁目交差点で重複）
- 愛知県道162号松河戸西枇杷島線（勝川橋北交差点 - 勝川町西2丁目西交差点で重複）
- 国道302号（名古屋環状2号線）（追進町3丁目交差点）
- 愛知県道102号名古屋犬山線（木曽街道）（味美駅西交差点）
- 愛知県道161号名古屋豊山稲沢線（如意交差点）
- 国道41号（空港線）（丸新町交差点）
- 愛知県道158号小口名古屋線（比良新橋上で重複）
- 愛知県道451号名古屋外環状線（名師橋交差点）
- 愛知県道63号名古屋江南線（名草線）（新平田橋北詰：西区山田町平田地内）
- 国道302号（名古屋環状2号線）（新平田橋西詰：西区山田町平田地内）
- 国道22号（名岐バイパス）（新川新橋北詰：清須市阿原地内）
- 愛知県道67号名古屋祖父江線・愛知県道190号名古屋一宮線（岐阜街道）（新川大橋北交差点）
- 愛知県道127号助七西田中線（清須市役所北交差点）
- 愛知県道126号給父西枇杷島線（新川橋西交差点）
- 愛知県道79号あま愛西線（甚目寺街道：79号起点、萱津橋西交差点）
- 愛知県道200号名古屋甚目寺線（甚目寺方は県道79号と重複：萱津橋西交差点）
- 大治町道中島八ツ屋線（旧・愛知県道68号名古屋津島線：大治橋交差点）[3]
- 愛知県道117号西条中川線（佐屋街道）（砂子橋交差点 - 万場小橋西交差点で重複）
- 愛知県道115号津島七宝名古屋線（万場小橋西交差点）
- 愛知県道29号弥富名古屋線（八熊通）（伏屋橋西交差点、榎光橋西交差点）
- 国道1号（三日月橋西交差点）
- 愛知県道106号鳥ヶ地名古屋線（両郡橋西詰）
- 愛知県道70号名古屋十四山線（日の出橋西交差点 - 港区当知町6：明徳橋東詰で重複）
- 愛知県道227号港中川線（日の出橋西交差点 - 明徳橋東詰および油屋町2丁目交差点 - 終点まで重複）
- 名古屋市道東海橋線（東海通）（当知1丁目交差点）
- 国道23号（名四国道）（十一屋交差点：終点。但しR23側の青看板には稲永方面のr227もr59との表示あり）

## 沿線

### 名古屋市緑区
- なるぱーく

### 名古屋市天白区
- 名古屋市営地下鉄桜通線：野並駅
- 相生山緑地
- 天白郵便局
- 天白区役所
- 天白川緑地
- 名古屋市営地下鉄鶴舞線：植田駅
- フィール RISEやき山店

### 名古屋市名東区
- イオンスタイル高針原
- 西友高針店（1982年（昭和57年）10月29日開店[4]）
- 名古屋市消防局 名東消防署
- 猪高緑地
- 名古屋市立上社小学校
- 東名高速道路 名古屋インターチェンジ
- 名古屋市営地下鉄東山線：本郷駅
- 名東区役所
- 名古屋市立本郷小学校
- 明徳緑地
- 名古屋市立豊が丘小学校

### 名古屋市守山区
- 名古屋市立森孝中学校
- 名古屋市立森孝西小学校
- 名古屋市立天子田小学校
- 名古屋市立大森中学校
- 名鉄瀬戸線：大森・金城学院前駅
- 金城学院大学
- 守山区役所
- 小幡緑地
- アサヒビール名古屋工場
- JR中央本線：新守山駅

### 春日井市
- 名鉄小牧線：味美駅
- 春日井市立味美小学校

### 名古屋市北区
- 名古屋市立楠小学校
- 名古屋市立北高等学校
- 名古屋市営バス如意営業所

### 清須市
- 清須市役所
- 豊和工業本社

### 名古屋市港区
- ポートウォークみなと（アピタ港店）